# Скандолара-Равара
Скандолара-Равара (італ. Scandolara Ravara) — муніципалітет в Італії, у регіоні Ломбардія,  провінція Кремона.
Скандолара-Равара розташована на відстані близько 400 км на північний захід від Рима, 100 км на південний схід від Мілана, 21 км на схід від Кремони.
Населення — 1424 особи (2014).

## Демографія
Населення за роками:

Станом на 1 січня 2023 року в муніципалітеті офіційно проживало 112 іноземців з 23 країн, серед них 16 громадян країн Євросоюзу та 2 громадяни України.

## Сусідні муніципалітети
- Чинджа-де'-Ботті
- Гуссола
- Мотта-Балуффі
- Сан-Мартіно-дель-Лаго
- Солароло-Райнеріо
- Торричелла-дель-Піццо